# Bernhard Ingemann
Bernhard Svane Ingemann (født 21. oktober 1869 i København, død 28. oktober 1923 i Rungsted) var en dansk arkitekt og søn af arkitekten Valdemar Ingemann, med hvem han i en årrække var i kompagniskab. Han var fabrikant Christian Hasselbalchs foretrukne arkitekt og har bl.a. tegnet Dansk Gardin & Textil Fabrik for ham.
Begravet på Vestre Kirkegård i København. Forældre: Arkitekt Valdemar Ingemann og hustru. Gift første gang 6. maj 1897 i København med Anna Møller, f. 15. november 1871 i København, d. 12. februar 1900 sst., datter af arkitekt Georg E.W. Møller og hustru. Gift anden gang 8. oktober 1901 med Ida Karberg, f. 23. marts 1879 i London, datter af grosserer Peter Karberg og Helene Dorothea Karberg.

## Uddannelse
Murersvend 1887; dimitteret fra Teknisk Skole; optaget på Kunstakademiets Arkitektskole februar 1892; afgang januar 1898. Tegnede hos Emil Blichfeldt, Albert Jensen og Martin Nyrop.

## Udstillinger
- Charlottenborg 1899-1913 (6 gange)
- Rådhusudstillingen 1901

## Stillinger og hverv
- Bygningsinspektør og arkitekt for Nationalforeningen til Tuberkulosens Bekæmpelse
- Medlem af bestyrelsen for Akademisk Arkitektforening
- Medlem af bestyrelsen for Ejendomssocietetet og Det Kjøbenhavnske Bygge-Selskab

## Værker

### Værker i samarbejde medValdemar Ingemann(fra 1896 til 1911)
- 21 sanatorier og sygehuse mm. bl.a. Dronning Louises Asyl for småbørn i Ordrup (1898), Nationalforeningens Tuberkulosesanatorium i Silkeborg (1902-03), Folkesanatorium i Haslev (1903), Sanatorium i Skørping (1905), Resenlund (1905), Faksinge (1906-08), Spangsbjerg (1907-08) og Nakkebølle (1908), Julemærkesanatoriet ved Kolding Fjord (1909-11), Tuberkulosehospitalet i Hobro (1910), Alderdomshjem, Ruds Vedby Sogn (1909), Amtssygehuset i Nykøbing Sjælland (1911)
- F. Hendriksens Reproduktionsanstalt, mellembygningen, Stormgade 12 (1898)
- A/S Seidelin, nu del af Pressens Hus, Skindergade 7-11, København (1901)
- Købmandsskolen, Fiolstræde 44 (1901-02)
- Lyngby Søndre Mølle, Kongens Lyngby (1903)
- Grosserer Christian Hasselbalchs ejendom, Kejsergade 2, København (1904-05)
- Manufakturhandlerforeningens Stiftelse, Bragesgade 26 B, København (1909-10, præmieret)
- Ejendommene Nørregade 5-7 (præmieret) og Skindergade 7

### Egne værker
- Amaliegade 24, København (1893, sammen med F. Christensen)
- Dansk Gardin & Textil Fabrik, Kongens Lyngby (1898)
- Udvidelse af Holger Petersens Tekstilfabrik, København (1905)
- Plejehjem for uhelbredelige tuberkulosepatienter (1912)
- Nationalforeningens Sanatoriums plejehjem i Ry (1912)
- Gutenberghus, nu Det Danske Filminstitut og Cinemateket, Gothersgade/Vognmagergade/Lønporten/Landemærket (1913-14)
- Landstedet Strandtofte for generalkonsul Franz Norstrand, Rungsted Strandvej 77, Rungsted (1912-13, nu opdelt i ejerlejligheder)
- Marinehospitalet på Christianshavn, nu Christianshavns Skole, Prinsessegade (1914-15, ombygget og vinduer ændret)
- Landmandsbankens Fondsbankafdeling, Laksegade/Asylgade, København (1914-16)
- Landstedet Strandbjerg for overretssagfører Carl Levin, Rungsted Strandvej 179, Rungsted (1916-17, ombygget og vinduer ændret 1993)
- Hyldehaverne i Kongens Lyngby, arbejderboliger for Dansk Gardin & Textil Fabrik (1917)
- Hørsholm Rådhus (1918)
- Ombygning af Emil Glückstadts palæ, nu Italiens ambassade, Fredericiagade, København
- Landmandsbankens filial i Aalborg (1920)